# USS Essex (1799)

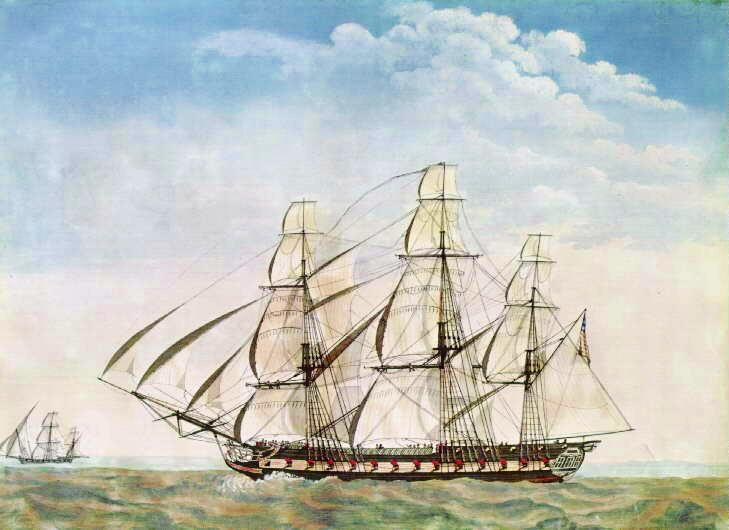
USS Essex (1799)

De eerste USS Essex van de United States Navy was een fregat dat vocht in de Quasi-oorlog met Frankrijk, de Eerste Barbarijse Oorlog en de Oorlog van 1812, waarin ze in neutrale wateren werd aangevallen en gekaapt werd door de Britse Royal Navy in 1814.

## Geschiedenis
Het fregat werd te water gelaten op 30 september 1799 door Enos Briggs, Salem, Massachusetts, met als kostprijs van zo'n 139.326 dollar, bijeen verzameld door de bevolking van Salem en Essex County. Op 17 december 1799 was ze gereed voor de United States Navy en goedgekeurd voor de actieve dienst bij de Marine door kapitein Edward Preble, die het bevel kreeg.

### Quasi-Oorlog
Met de inmenging tussen de Verenigde Staten in de Quasi-oorlog tegen Frankrijk op 6 januari 1800, voer de USS Essex onder bevel van kapitein Preble uit tegen de Franse kapers. Hij vertrok vanuit New York, samen met de USS Congress en vervoegde een konvooi handelsschepen die terugkeerden vanuit Batavia op Nederlands Oost-Indië. Kort na de aanvang van de gezamenlijke tocht, was de "USS Essex" het eerste schip van de United States Navy dat de evenaar passeerde.
De USS Congress werd enkele dagen later teruggestuurd, zodat de "USS Essex" het konvooi alleen begeleidde. Ze hkwam in zwaar weer toen ze Kaap de Goede Hoop rondde in maart en nog eens in augustus 1800 en bracht ket konvooi veilig terug in november.

### Eerste Barbarijse Oorlog
Kapitein William Bainbridge voerde nu het bevel over de "USS Essex" op haar tweede reis, waar ze vertrok naar de Middellandse Zee met een eskader van commodore Richard Dale.
Daar beschermde ze Amerikaanse handelsschepen tegen de Barbarijse zeerovers.
Het eskader kwam aan in Gibraltar op 1 juli 1801, begeleidde het volgende jaar konvooien van Amerikaanse koopvaardijschepen en blokkeerde mee de Tripolitaanse schepen in hun havens.
Vervolgens ging ze in herstelling op de Washington Navy Yard in 1802.
Daarna zeilde de "USS Essex" terug naar de Mediterrane wateren onder bevel van kapitein James Barron in augustus 1804. Het fregat nam deel in de succesvolle aanval op de stad Derna in Libië op 27 april 1805 en bleef in deze wateren totdat er een vredesovereenkomst tot stand kwam in 1806.
Ze keerde terug naar de Washington Marine scheepswerf in juli en werd ze voorlopig voor herstelling opgelegd in februari 1809, wanneer ze terug in actieve dienst werd gesteld voor sporadisch gebruik voor patrouilles in Amerikaanse wateren en een enkele reis naar Europa.

### Oorlog van 1812
Toen ze werd ingezet tegen de Britten op 18 juni 1812, voerde de "USS Essex" nu uit onder bevel van kapitein David Porter. Ze maakte een succesvolle reis richting zuid. Op 11 juli, nabij Bermuda, ging ze alleen fel tekeer tegen zeven Britse gewapende koopvaardijschepen en tegen de avond maakte ze een van hen buit.
Op 13 augustus viel ze de zeilsloep Alert aan, die ze kaapte.
Tegen september, toen ze terugkeerde naar New York, had de "USS Essex" tien schepen gekaapt.
De "USS Essex" zeilde in januari 1813 in Zuid-Amerikaanse wateren langs de kust van Brazilië toen kapitein Porter Britse walvisvaarders in de Stille Oceaan aaniel voor de kostbare levertraan.
De bemanning leed gebrek aan provisie en kwam in een zware storm bij het ronden van Kaap Hoorn, maar ankerde veilig in de haven van Valparaíso in Chili. Onderweg naar Chili kaapte ze op 14 maart nog de schoeners Elizabeth en Nereyda.
De volgende vijf maanden kaapte USS Essex 13 schepen, met inbegrip de "Essex Junior" (ex-Atlantic) waarmee ze naar eiland Nuku Hiva voer voor haar noodzakelijke herstellingen. Kapitein Porter plaatste zijn eerste officier John Downes als bevelhebber op het gekaapte zeilschip.
In januari 1814 zeilde de "USS Essex" in neutrale Chileense wateren voor Valparíso, waar ze in een val werd gelokt door het Britse fregat HMS Phoebe, bewapend met 36 kanonnen en de oorlogssloep HMS Cherub met 18 carronades. De Britse Royal Navy wilde het Amerikaanse fregat uitschakelen omdat het een gevaar vormde voor de Britse walvisvaarders en koopvaardijschepen in deze zuidelijke wateren van de Stille Oceaan. Op 28 maart 1814 voer Porter naar open zee om te ontkomen aan de Britse Royal Navy.
Tijdens een moeizame passage van Kaap Hoorn, verloor de USS Essex haar bramsteng door hevige rukwinden. Ze keerde terug naar Valparaíso voor dringende herstelling. Porter veronderstelde dat ze daar veilig lagen in deze neutrale Chileense haven en dat de Britten niets mochten ondernemen tegen haar. Als haar bramsteng zou hersteld zijn had ze weer kans om op volle snelheid en met alle zeilen aan de Britse vloot te ontkomen. De Britten negeerden de neutraliteit van de Chileense haven en vielen het door de storm beschadigde Amerikaanse fregat aan.
In twee en een half uur, schoot de "USS Essex" met al haar carronades, maar die schoten tekort tegen de 26 18 ponder kanonnen met lange loop van HMS Phoebe. Porter had eerder bij de United States Navy meermaals geklaagd dat zijn carronades te kort schoten.
Tweemaal brak er brand uit aan boord van de USS Essex, terwijl ook haar scheepsboorden, zeilen en tuigage stuk geschoten werden. 50 matrozen sprongen overboord en zwommen naar de wal. Het werd een hopeloze situatie zodat het Amerikaanse fregat, zwaar beschadigd, gedwongen werd de strijd te staken en zich over te geven.
USS Essex telde 58 doden en 97 gewonden aan boord, terwijl de Britten 5 doden en 10 gewonden telden.

### Als HMS
De "USS Essex" werd geheel hersteld en nadien bij de Royal Navy ingedeeld als "HMS Essex", en in 1833 diende ze als gevangenisschip in Kingstown, Ierland. Op 6 juni 1837 werd ze publiek verkocht.
Admiraal David G. Farragut, die later een prominent Federale Marineofficier werd in de Amerikaanse Burgeroorlog, diende als midshipsman (adelborst) aan boord van de "USS Essex".

## USS Essex (1799)
- Type: Fregat (zeilschip) - United States Navy
- Gebouwd: 1798 door Enos Briggs, Salem, Massachusetts
- Te water gelaten: 30 september 1799
- In dienst gesteld: 17 december 1799
- Feit: Beschadigd en gekaapt in 1814
- Dan als: "HMS Essex"
- Verdere taak: In 1833 als gevangenisschip
- Verkocht: Publiekelijk verkocht op 6 juni 1837

### Algemene kenmerken
- Waterverplaatsing: 850 ton
- Lengte 140 voet - 42,67 m
- Breedte: 36 voet - 11 m
- Diepgang: 12 voet - 3,66 m
- Voortstuwing: Gezeild, (Drie masten en boegspriet)
- Bemanning: 300 officieren en matrozen

### Bewapening
- 32 x 40-pounder carronades met korte loop, telkens 16 carronades aan bakboord en stuurboord
- 6 x 12-pounder kanonnen met lange loop, telkens 3 kanonnen aan bakboord en stuurboord